# Chenin blanc

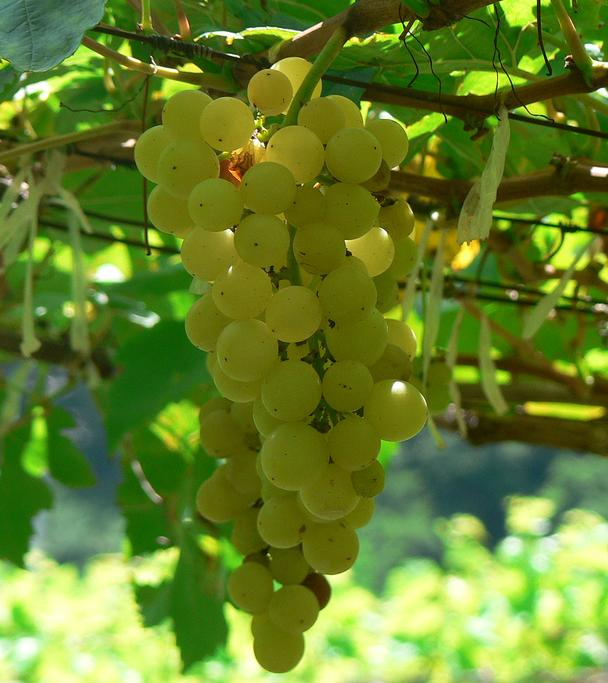
Uvas Chenin blanc.

La Chenin blanc (también conocida como pineau de la Loire entre otros nombres) es una uva blanca de vino del valle del Loira, Francia. Su alta acidez la hace útil para la producción de vinos espumosos y vinos de postre equilibrados, aunque puede producir vinos muy blandos y neutrales si no se controla el vigor de la vid
Fuera del Loira se encuentra en varias regiones del Nuevo Mundo. Es la variedad más plantada en Sudáfrica, donde también es conocida como steen. Pudo haber sido cultivada por Jan van Riebeeck en 1655, lo que la convertiría en la primera vid plantada en ese país. También pudo haber sido llevada a Sudáfrica por los hugonotes que dejaron Francia tras la revocación del edicto de Nantes, en 1685.
La Chenin blanc estuvo presente durante mucho tiempo en Australia sin identificarse su variedad, por lo que no es fácil elaborar la historia de esa uva en aquel país. Podría haber sido introducida con la colección de vides que llevó James Busby en 1832. C. Waterhouse plantó steen desde 1862 en Highercombe, Houghton, Australia Meridional.
El sabor de sus vinos está condicionado por las características del terruño, la cosecha y los diversos métodos de vinificación.
En las áreas frías, el jugo es dulce pero muy ácido y con cuerpo. En los imprevisibles veranos del norte de Francia, la acidez de las uvas maduras se enmascara con la chaptalización con resultados poco satisfactorios, aunque las uvas menos maduras se usan para vinos espumosos muy populares como el Crémant de Loire. Los vinos blancos de la AOC Anjou son quizás la mejor expresión de los vinos secos de Chenin. Tienen sabores a membrillo y manzana. En la cercana AOC Vouvray se desarrollan vinos semisecos, que con la crianza desarrollan notas a miel y características florales. En las mejores cosechas, las uvas pueden dejarse en las vides para desarrollar la podredumbre noble, con la que se produce un vino de postre viscoso e intenso que puede mejorar considerablemente con la crianza.

## Historia

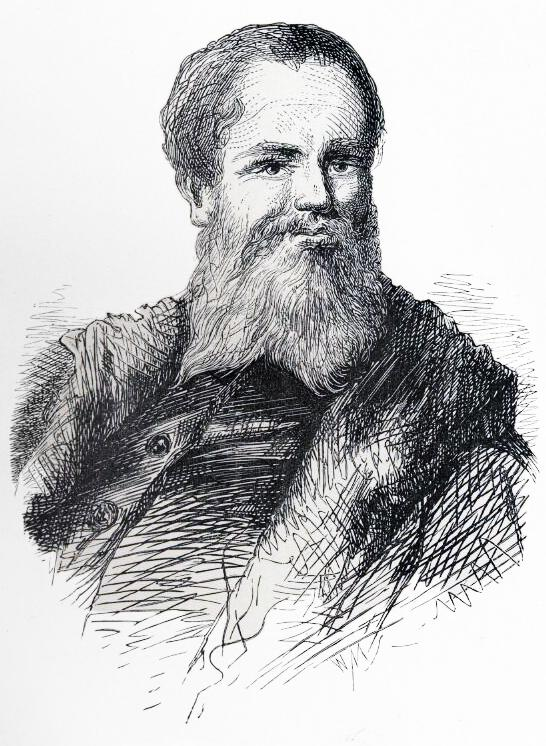
La obra del escritor francés François Rabelais indica que la Chenin blanc era una de las principales uvas del Loira en el.

El ampelógrafo francés Pierre Galet teorizó que la Chenin blanc se había originado en la región de Anjou en el siglo IX y, desde ahí, se extendió a Turena a finales del siglo XV.
La uva podría haber sido una uva que se encontraba en dos realengos y que fue descrita por Carlos el Calvo en el 845. Esta descripción está en los archivos de la abadía Saint-Maur de Glanfeuil. Al parecer crecía en el bancal izquierdo del río Loira, en los viñedos dos individuos llamados Soulangé y Bessé.
Cuando Thomas Bohier compró los viñedos de los alrededores de Chenoceau el 3 de enero de 1496 se trajeron varias variedades de uvas de Beaune, en Borgoña, de Arbois, en el Jura, de Orleans y de Anjou. Una de estas variedades era una uva conocida como plant d'Anjou. Entre 1520 y 1535 esta variedad fue plantada en el cercano lugar de Mont Chenin, en Turina, por el señor del castillo de Chenonceau y por su cuñado, Denis Briçonnet, el abad de Cormery. Los ampelógrafos creen que la plant d'Anjou era la Chenin blanc, y que tomó este nombre de Mont Chenin.
El escritor francés François Rabelais (1494–1553) escribió sobre los vinos blancos de Anjoy, y mencionó las cualidades medicinales esta uva al final del capítulo XXV de Gargantua:

Una vez hecho esto, los pastores hicieron una fiesta con estos pasteles y estas elegantes uvas, y se divirtieron juntos con el sonido de una pequeña y bonita flauta, haciendo bromas y riendo con esos pasteleros vanidosos, a los que hicieron travesuras cuando se los cruzaron de buen humor por la mañana. No olvidaron pasar por las piernas de Forgier "un emplaste de uvas de Chenin" y lo visitieron y envolvieron amablemente para que se curase rápidamente.

La uva se extendió a Sudáfrica desde Francia. Pudo haber estado entre los esquejes enviados a Jan van Riebeeck a la colonia de Ciudad del Cabo por la Compañía Neerlandesa de las Indias Orientales En el siglo XX se descubrió una subvariedad de Chenin en el Loira, que incorporaba características de la uva verdelho, que no está permitida en las regulaciones de las AOCs del Loira.

### Relación con otras uvas
En 1999 el análisis de ADN demostró que la Chenin blanc tiene una relación filial con la uva del Jura savagnin. Además, la evidencia de ADN demuestra que la Chenin blanc es medio-hermana de la trousseau y de la sauvignon blanc (ambas con una relación filial con la savagnin) lo que sugiere que la Chenin blanc es la descendencia y que la savagnin es la variedad padre. Aunque la Chenin es medio-hermana de la sauvignon blanc, la uva tiene una relación tía/sobrina con la variedad de Burdeos llamada cabernet sauvignon, que es descendiente de la sauvignon blanc y de la cabernet franc.
Otras investigaciones del ADN demostrar que un cruce entre la Chenin y uva huna gouais blanc produjo algunas variedades, entre las cuales están la Balzac blanc, la colombard y la Meslier-saint-François. En Sudáfrica, la uva fue cruzada con la uva italiana de vino trebbiano para producir la weldra y la chenel.
A lo largo de los aós, la Chenin blanc se ha confudido frecuentemente con otras variedades con las que no mantiene una relación genética cercana. Entre estas está la uva portuguesa verdelho, que crece en Madeira y en las Azores, así como la uva española albillo, que fue confundida con la Chenin blanc en Australia.

## Viticultura
La uva Chenin blanc brota pronto y madura de forma media o tardía en lo que respecta al tiempo de la cosecha. No obstante, en los años cálidos, el equilibrio entre el clima marginal del Loira y el calor necesario para que la uva alcance su madurez total da a la uva el potencial de producir vinos con cierta profundidad, profundidad y finura. La edad de la vid puede influir en la calidad del vino. Las vides más antiguas producen rendimientos bajos de forma natural. Cuando la uva es infectada con la pudrición noble, también disminuyen los rendimientos y se intesifican ciertos sabores. En estos casos el vino desarrollan menos aromas florales pero añade notas más profundas y con más facetas.
Se han desarrollado nuevas variedades clínicas que retrasan la brotación y que incrementan el desarrollo de azúcar de las uvas durante la fase de maduración. Seis de estos nuevos clones han sido aprobados por el gobierno francés. La vid crece de forma semi-recta  y tiene hojas con de 3 a 5 lóbulos. Tiende a tener brotaciones tempranas, y produce racimos cónicos de uvas amarillo-verdosas de maduración tardía. Las uvas tienen 16 mm de largo por 14,2 mm de ancho, con un peso medio de 1,79 g.
El clima de la región determina si la Chenin blanc se va a vinificar sobre todo de forma seca o dulce, mientras que el terruño suele influir en el estilo del vino. Los suelos arcillosos, combinados con el clima correcto, son favorables al desarrollo de vinos de postre pesados y botrizados que necesitan un tiempo de crianza y maduración. Los suelos con buen drenaje y con poca materia orgánica, donde predomina la arena, tienden a producir vinos más ligeros que maduran más deprisa. La Chenin blanc plantada en terruños con una gran cantidad de sílex producen vinos con notas minerales distintivas, mientras que los terruños con mucha caliza producen vinos más ácidos. En Vouvray el terruño es sobre todo árgilo-calcáreos o arcillosos y calcáreos, y producen vinos redondos con acidez y peso. En los terruños de esquisto, la Chenin blanc madura más temprano que en los terruños arcillosos. Entre los riesgos viticulturales, la Chenin es susceptible de sufrir botritis en condiciones poco adecuadas. También puede suponer un riesgo en su cultivo la helada de primavera, el míldiu y enfermedades fúngicas que afectan a la estructura de la uva. Algunos de esos riesgos pueden resolverse con el manejo integrado de plagas y con la selección de plantones.

### Rendimientos y cosecha
La calidad del vino de Chenin blanc está ligada al cuidado del viñedo. Si las uvas son cosechadas muy pronto, antes de que estén maduras, la gran acidez del vino resultante (según el experto Oz Clarke) "uno de los vinos más desagradables posibles". Si las uvas son cosechadas en vides que han dado rendimientos muy altos, las uvas no retendrán las notas características de la variedad Chenin blanc.
En el Loira, las regulaciones francesas indican que los rendimientos se deben mantener por debajo de las 40-50 hl/ha. En estos niveles, los monovarietales de Chenin blanc tienen unos característicos aromas florales y amermelados. Cuando la uva es cosechada con rendimientos altos, como es el caso del Valle Central de California, donde se cosecha un promedio de 175 hl/ha, los sabores del vino de Chenin son más blandos y neutrales. La vid es una variedad naturalmente vigorosa y propoensa a desarrollar muchos brotes si no se controlan sus rendimientos. En algunos los suelos fértiles, como los de algunas partes de Sudáfrica, la Chenin blanc puede producir 240 hl/ha. Para controlar los rendimientos, los productores seleccionan esquejes de las vides Chenin menos vigorosas, como la vitis riparia o la vitis rupestris. Durante la estación de crecimiento, también se realiza la cosecha en verde, en el que se quita el exceso de racimos.
La prioridad de los productores es que la Chenin blanc madure de forma óptima, con un equilibrio entre la acidez y el nivel de azúcar. Muchos agricultores (como los del valle del Loira) cosechan las uvas en varias fases sucesivas a lo largo de los viñedos. Durante estas fases solo se cosechan los racimos más maduros o las uvas más maduras a mano. Se hace seis veces a lo largo de cuatro a seis semanas. Para la producción de vinos dulces botrizados, los cosechadores toman las uvas que tienen la cantidad necesaria de pudrición noble. La pudrición noble no tiene lugar en los años cálidos y secos. En esos casos, los cosechadores dejan las uvas más maduras en la vid hasta que se arruguen (passerillé) y sean afectadas posteriormente por la pudrición noble. En las áreas que experimentan gran variación entre las añadas, los productores pueden optar por hacer vinos distintos en función de la cosecha. Algunos productores de Vouvray hacen seis pasadas para cosechar y destinan las uvas de las primeras pasadas por el viñedo para hacer vinos espumosos y secos, mientras que emplean las uvas recogidas después para la producción de vinos dulces.

## Regiones
La Chenin blanc se planta en todo el mundo. En China, Nueva Zelanda, Canadá y Argentina se considera una plantación preponderante en varias regiones. Aunque Francia es el lugar de origen de esta vid, a comienzos del siglo XXI había el doble de hectáreas de esta variedad en Sudáfrica. Como la vid tiene la capacidad de reflejar diferentes características según su terruño, el experto en vino Jancis Robinson dijo que tenía una "doble vida". En el valle del Loira, Francia, sirve para hacer vinos de calidad premium para todo el mundo, mientras que en el Nuevo Mundo es simplemente una "variedad para trabajar" y que a menudo contribuye a la acidez de los vinos multivarietales neutrales vendidos a granel. A pesar de todas estas facetas, Chenin blanc es una variedad con una acidez característica en todas las regiones vitivinícolas.

### Francia
Los ampelógrados han teorizado que la Chenin blanc se originó en el valle del Loira, en Francia, en algún momento del siglo IX. Hoy, el Loira es la región vitivinícola francesa más relacionada conesta variedad. En 2008 había 9.828 ha de Chenin plantadas en Francia, sobre todo en los departamentos de Indre y Loira, Loir y Cher y Maine y Loira. La región de Anjou, en los alrededores de la ciudad de Angers, en el departamento de Maine y Loire, es la que tiene más hectáreas de esta variedad. En 2008 contaba con 5.044 ha. Mientras, la Chenin blanc supone un 1,2% de la superficie de viñedos de Francia. La cantidad de hectáreas de esta variedad ha bajado. En 1958 había 16.594 ha.
La Chenin blanc es una variedad autorizada en muchas Appellation d'Origine Contrôlée (AOC) regiones pero es plantada sobre todo en las AOCs del Loira meridional: Anjou, Bonnezeaux, Crémant de Loire, Coteaux de l'Aubance, Coteaux du Layon, Jasnières, Montlouis, Quarts de Chaume, Saumur, Savennières y Vouvray. Los vinos de Coteaux du Layon, Bonnezeaux y Quarts de Chaume suelen ser dulces, mientras que los de Savennières suelen ser secos. Los vinos de Anjou, Crémant de Loire, Coteaux de l'Aubance, Jasnières, Montlouis, Saumur y Vouvray se hacen dulces, semi-dulces y secos.
En la década de 1970 se arrancaron plantaciones de Chenin blanc del Loira para plantar dos uvas que estaban más de moda, la cabernet franc y la sauvignon blanc; así como la gamay, que es más fácil de cultivar. La presencia de la Chenin se mantuvo en el Loira meridional, en las regiones de Anjou-Saumur y Turena. En la década de 1980, el interés en los vinos dulces de postre del Loira renovó el entusiasmo por la Chenin blanc en la región. Durante esta época, la región vitivinícola de Sauternes, en Burdeos, había experimentado una serie de añadas favorables, lo que trajo consigo un enorme incremento de los precios cuando la oferta empezó a ser menor a la demanda. Los consumidores de vino que desarrollaron aprecio por estos vinos dulces empezaron a fijarse en el Loira. En la década de 1990 se produjeron una serie de buenas añadas en el Loira meridional y se hicieron vinos con Chenin afectada por la pudrición noble que fueron muy valorados. El experto en vino Oz Clarke consideró que estos vinos se habían convertido en "abanderados" de la Chenin blanc.
El clima de esta región vinícola tiende a dictar qué esto de Chenin blanc prevalece en el área. En el norte de Jasnières se producen vinos secos y finos. Aunque la mayor parte del Loira meridional tiene un clima continental, la Coteaux du Layon tiene una influencia climática del Atlántico, lo que promueve el desarrollo de la botrytis cinerea. El frío continental de Vouvray y Montlouis da a las uvas una acidez y un equilibrio apropiados para producir vinos espumosos. En la AOC de Savennières, hay menos niebla y bruma de los ríos cercanos, lo que dificulta la aparición de la botrytis. Por esto, Savennières es de las pocas zonas del Loira donde se producen sobre todo vinos secos. En el sur de Francia, el cálido clima Mediterráneo de Languedoc hace que se produzcan más vinos secos que dulces de Chenin blanc.

#### Otros estilos de vinificación y vinos de Chenin franceses
Aunque la mayor parte del vino de Chenin blanc es monovarietal, está permitido mezclarlo hasta con un 20% de Chardonnay y de sauvignon blanc en las AOC de Anjou, Saumur y Turina. La alta acidez de la Chenin blanc la hace adecuada para la producción de vinos espumosos, por lo que es un componente importante de la Crémant de Loire, el espumoso de Vouvray y en los vinos de Limoux, en el Languedoc. En Crémant de Limoux, la chenin debe contener al menos entre un 20 y un 40% de la mezcla con mauzac, pinot noir y Chardonnay. La uva también está permitida en los vinos de Limoux, donde solo se mezcla con mauzac y con Chardonnay.
A las afueras del Loira, además de las plantaciones de Limoux, en el Languedoc, se pueden encontrar otras plantaciones francesas de Chenin blanc en Córcega (en 2008 había 60 ha), Charentes y en el departamento de Aveyron. En el suroeste francés su uso está permitido para los vinos blancos de Côtes de Duras y para los vins d'estaing y los vins d'entraygues et du fel de Garona.

### Sudáfrica
En Sudáfrica, la Chenin blanc es la uva con más hectáreas plantadas. A comienzos del siglo XXI suponía 1/5 parte (18,6%) del viñedo del país. En 2008 había 18.852 ha de esta uva, lo que es cerca del doble de Chenin blanc plantado en Francia. La mayoría de estas plantaciones se encuentran en Paarl, cerca de Ciudad del Cabo, en el Distrito Municipal de Cape Winelands, con 3.326 h. La región de Swartland, Malmesbury, tenía 3.317 ha y el entorno del río Olifants tenía en 2.251 ha en 2008.
La variedad fue introducida en el país en la colección enviada por Jan van Riebeeck con la Compañía Neerlandesa de las Indias Orientales. Durante los siguientes 200 años, la variedad fue conocida en Sudáfrica como steen. No fue hasta 1965 cuando los ampelógrafos identificaron las numerosas plantaciones de steen como Chenin blanc. A finales de la década de 1960 y a comienzos de la de 1970, la Chenin blanc fue la principal uva de Sudáfrica durante el "renacimiento del vino blanco" que llegó cuando se introdujeron las nuevas tecnologías, como la fermentación en recipientes con temperatura controlada.
Durante esta etapa, se puso el foco en la producción de vinos semisecos, limpios y frescos que eran más neutrales en sabor y podían adaptarse mejor a la demanda internacional de vino blanco. A finales del siglo XX, varios productores especializados en Chenin blanc han trabajado con agrónomos para aislar a las vides más antiguas en un terreno adecuado. Su objetivo era producir vinos que exhibiesen los aromas únicos de la Chenin y comercializarlo. Aunque las plantaciones de Chenin blanc han disminuido, el trabajo de estos productores desembocó en un vino de mejor calidad.

### Estados Unidos
Durante la década de 1980, la industria vinícola de California ha cultivado más hectáreas de Chenin blanc que Francia, aunque el número de plantaciones disminuyó posteriormente. En 2006, había 5.300 ha plantadas sobre todo en cálido Valle Central. En 2010, este número disminuyó hasta las 2.923 ha.
Durante buena parte de la historia de la industria vinícola de California, la uva fue considerada una "variedad para trabajar" que podría ser usada para vinos multivarietales a granel y vino de garrafa. La acidez natural y la habilidad para adaptarse a vinos de distintos niveles de dulzura la hace una uva ideal para ser mezclada con colombard y con Chardonnay en multivarietales de producción masiva. A comienzos del siglo XXI que produce los productores del valle Sacramento, en la AVA Clarksburg, empezaron a hacer vinos monovarietales de calidad de Chenin blanc. La Chenin blanc de esos productores tiende a mostrar un aroma característico a melón almizclado y tienen potencial para una buena crianza.
Aunque la Chenin blanc crece por todos los Estados Unidos. Las American Viticultural Areas (AVAs) que más Chenin abarcan son: Las californianas Clarksburg, Napa Valley, Mendocino; en Washington Yakima y Columbia Valley; y en Texas la Texas High Plains. En 2012, Washington tenía 81 ha de Chenin mientras que en Texas había 120 ha.
Otros estados de Estados Unidos con plantaciones de Chenin blanc Nueva York, Misuri, Wisconsin, Minesota, Arizona, Nuevo México, Maryland, Carolina del Norte, Virginia e Idaho. En 1990 había 18 ha de Chenin blanc plantados en Oregón, pero en 2001 fueron arrancadas y solo se dejaron unas pocas.

### Otros países

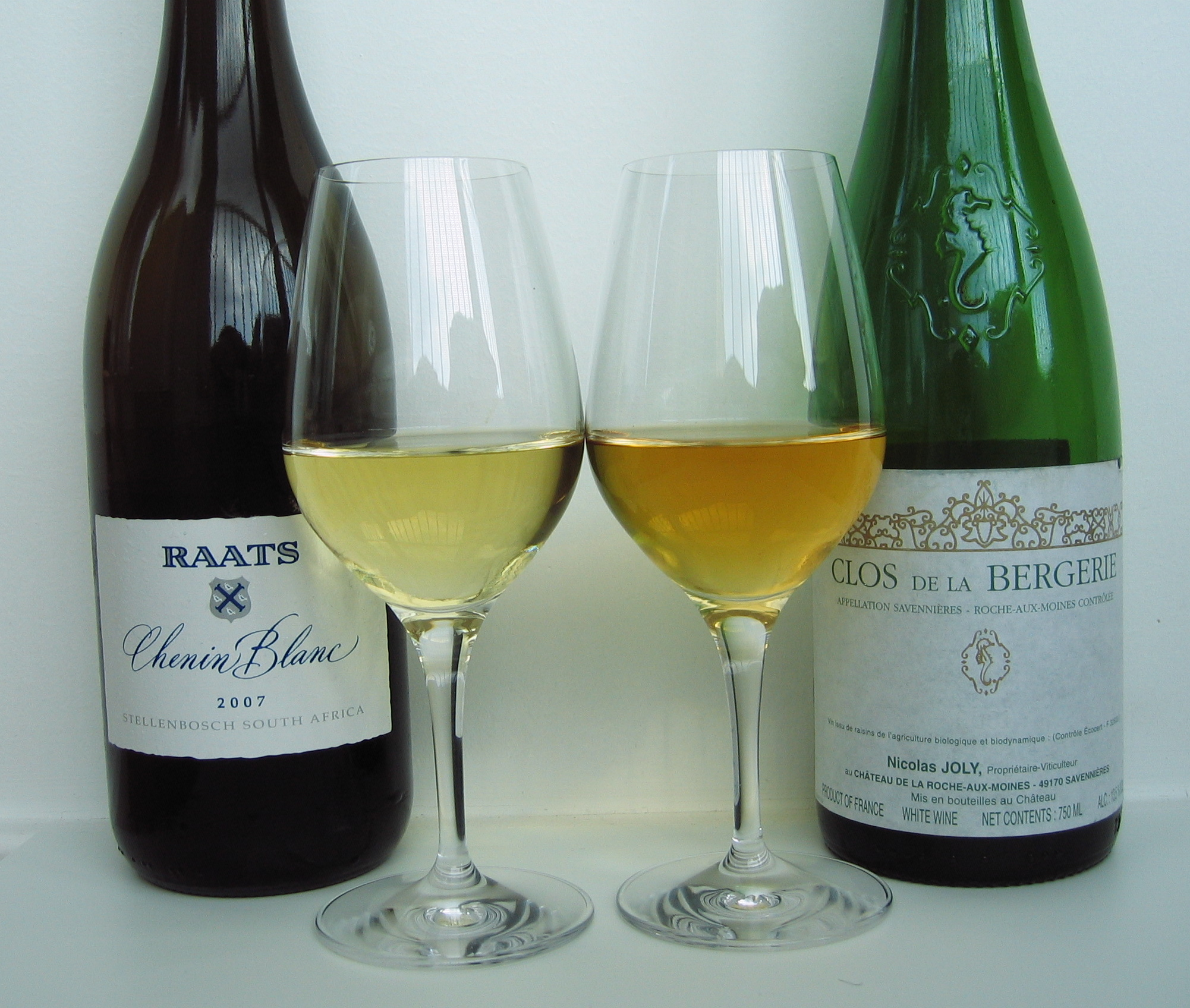
Un vino de Chenin blanc sudafricano (a la izquierda) y otro del Loira (a la derecha).

En Australia, las 610 ha de Chenin blanc del país crece sobre todo para ser mezclada con Chardonnay, sauvignon blanc y semillón. Hay viñedos de Chenin en Tasmania, Nueva Gales del Sur, Victoria y Australia Meridional, así como en el valle Swan y el área del río Margaret de Australia Occidental. El experto en vino James Halliday describe el estilo de la Chenin blanc australiana como "tutti-frutti", con pronunciadas notas a macedonia de frutas. Los vinos producidos en Australia Occidental son los que han recabado más atención por parte de los críticos. En 2008 había 645 ha de Chenin blanc en Australia.
En Nueva Zelanda, las hectáreas de esta variedad cayeron hasta las 100 ha en 2004. En 2008 esa cifra cayó hasta las 50 ha. Es una variedad plantada sobre todo en la Isla Norte. Algunos ejemplares de vino Chenin blanc neozelandeses han sido comparados con los vinos dulces de postre del valle del Loira. Históricamente, la uva se ha mezclado con la Müller-Thurgau para la producción masiva de vino. El éxito entre los críticos de algunos vinos de Chenin neozelandeses aumentó el interés en los viñedos de esta variedad. No obstante, según el experto en vino Oz Clarke, dado el alto valor de los vinos neozelandeses de Chardonnay y sauvignon blanc, no hay una gran motivación económica para comenzar a producir un vino premium de Chenin blanc.
En España esta variedad estaba identificada en Aragón, Cataluña y Navarra. En 2008 había 100 ha de esta uva. En 2010 se confirmaron las conclusiones de dos estudios ampelográficos de 2006 y 2009 que indicaban que la variedad conocida en Galicia como agudelo era la Chenin blanc. La agudelo (Chenin blanc) es habitual en la comarca de Betanzos (La Coruña, Galicia). Probablemente llegó a Galicia desde Francia a finales del siglo IX.
La Chenin blanc se encuentra en varios países de Sudamérica. Existen viñedos con esta variedad desde hace muchos años en México, Chile, Argentina, Brasil, Uruguay y Venezuela. En Uruguay fue confundida con la pinot blanc. La uva era usada sobre todo para la producción masiva de vinos de mezcla. En México, la uva se encuentra sobre todo en Aguascalientes, Baja California y Coahuila. En 2008, Argentina tenía 2.908 ha de Chenin blanc. La mayor parte de las hectáreas de Chenin de Argentina están en la región de Mendoza. En 2008 Brasil tenía 30 ha, Chile tenía 76 ha y Uruguay 6,9 ha.
La vid se exportó a Israel en el siglo XX, donde se sigue encontrando en pequeñas cantidades. Canadá tiene plantaciones de Chenin blanc en Okanagan, una región vitivinícola de la Columbia Británica, y en Ontario.
Las regiones vitivinícolas tropicales de la India y Tailandia tienen pequeñas plantaciones de esta variedad.

## Vinificación
La experta en vino Jancis Robinson ha notado que la Chenin blanc es probablemente la uva más versátil del mundo. Se pueden producir vinos dulces de calidad, incluyendo vinos de postre con capacidad de envejecimiento. También se producen vinos espumosos hechos con el "método de Champaña" y también vinos fortificados. La uva se puede presentar en vinos monovarietales, o para añadir acidez a vinos de mezcla. Puede mezclarse en vinos premium tanto dulces como secos, lo que le hace comparable con la uva alemana riesling. Robinson dice que en muchos aspectos la Chenin blanc es el equivalente francés a la Riesling alemana.
Una de las diferencias entre el vino de Chenin blanc de Europa y del Nuevo Mundo es la temperatura de fermentación. Los productores del Loira tienden a fermentar su Chenin blanc a temperaturas más altas (16-20 °C) que las del Nuevo Mundo (10-12 °C). Esto es porque los productores europeos tienden a no considerar premium los sabores y aromas a frutas tropicales que tienden a diluirse con una fermentación a temperaturas más frías. La Chenin blanc se puede adaptar a algún contacto con la piel durante la maceración, lo que permite la extracción de compuestos fenólicos que añaden complejidad al vino. Dos de los aromas que trae consigo el contacto con la piel son ciruela verde y Angélica. La acidez característica de la uva se puede suavizar con la fermentación maloláctica, que da al vino una textura más cremosa, como si hubiese pasado un tiempo envejeciendo con su poso. En Europa los productores tienden a no usar barriles de roble nuevos, que pueden impartir sabores a vainilla, pimienta y a tostado. No obstante, estas notas sí suelen desearlas los productores del Nuevo Mundo. En Savennières se usan tradicionalmente barricas de acacia y castaño para la crianza. La acacia puede impartir un tinte amarillento al vino y el castaño puede añadir algunas notas mantecosas.

## Vinos
Los aromas y sabores de la Chenin blanc incluyen un buqué mineralizado, a ciruela, a Angélica y a miel. Los vinos de Chenin producidos con uvas con pudrición noble suelen tener notas a melocotón y miel, que se trasforman a medida que envejecen en cebada, mazapán y membrillo. El vino seco o semidulce del Loira suele tener notas a manzana, ciruela y a minerales calcáreos que se convirieten en aromas a miel, acacia y membrillo. Los vinos del Nuevo Mundo, como los sudafricanos, suelen hacerse para consumirse jóvenes y exhiben ricas notas a frutas tropicales como plátano, guayaba, pera y piña. El nivel de alcohol de los vinos de postre no suele superar el 12%, lo que da más equilibrio a estos vinos. Los vinos más secos de Chenin son más propensos a tener alrededor de 13,5%.
La capacidad de envejecimiento del vino dulce Chenin blanc del Loira es de las mayores del mundo. Con una cosecha favorable, puede durar por lo menos 100 años. Esta longevidad se atribuye a que la uva uva tiene naturalmente un alto nivel de acidez, que actúa como conservante. Cuando los compuestos fenólicos del vino se descomponen, añaden complejidad y profundidad al vino. Algunos ejemplares secos o semisecos pueden necesitar al menos 10 años de crianza antes de ser bebibles y podrían continuar envejeciendo durante otros 20 o 30 años. Algunos ejemplares espumosos secos de Chenin blanc de cosechas favorables también ha demostrado ser muy longevos, que no son habituales en el vino blanco. No obstamte, a medida que envejecen, los vinos de Chenin blanc se hacen más propensos a pasar por fases "vagas", donde el vino muestra poco aroma y pocas características propias de la variedad.

## Acompañamiento de comidas
La Chenin blanc puede ser una variedad muy versátil a la hora de acompañar a las comidas, aunque debe de tenerse en cuenta la gran variedad de vinos de esta variedad. Los vinos más ligeros y secos pueden acompañar bien a platos ligeros, como ensaladas, pescados y pollo. Los vinos más dulces pueden acompañar bien plantos picantes de comida asiática o hispana. La acidez de los vinos semisecos puede acompañar bien a salsas cremosas y al paté.

## Sinónimos
La Chenin blanc también es conocida como agudelo (España), agudillo (España), Anjou, blanc d'Aunis, blanc d’Anjou, Capbreton blanc (Landas, Francia), confort, coue fort, cruchinet, cugnette, feher Chenin, franc blanc (Aveyron, Francia), franche, gamet blanc (Aveyron, Francia), gros Chenin (Maine y Loira e Indre y Loira; Francia), gros pineau (Turena, Francia), gros pinot blanc de la Loire, gout fort, luarskoe, pineau d'Anjou (Mayenne, Francia), pineau de Briollay, pineau de la Loire (Indre y Loira, Francia), pineau de Savennières, pineau gros, pineau gros de Vouvray, pineau nantais, plant d’Anjou (Indre y Loire), plant de Brézé, plant de Salces, plant de Salles, plant du clair de Lune, quefort, rajoulin, ronchalin, rouchelein, rouchelin (Gironde y Périgord, Francia), rouchalin, rougelin, steen (Sudáfrica), stein, tête de crabe, vaalblaar stein y verdurant.